# ميخائيل غرينفيلد
ميخائيل غرينفيلد (بالإنجليزية: Michael Greenfield)‏ هو سائق سباق ومهندس أمريكي، ولد في 15 أبريل 1963 في Whitestone, Queens ‏ في الولايات المتحدة.

## روابط خارجية
- ميخائيل غرينفيلد على موقع DriverDB.com (الإنجليزية)